# اشتون هايس (تشيشير)
اشتون هايس (بالإنجليزية: Ashton Hayes)‏ هي قرية وأبرشية مدنية تقع في المملكة المتحدة في إنجلترا. يقدر عدد سكانها بـ 936 نسمة .